# 雪野弥生
雪野 弥生（ゆきの やよい）は、松本零士の漫画『新竹取物語 1000年女王』及びそれを原作とするアニメに登場する架空の人物（声：潘恵子）。

## キャラクター概要
その正体は、人知れず地球を治める1000年女王として遊星ラーメタルより派遣されたラーメタル人の女性、ラー・アンドロメダ・プロメシューム。当初はラーメタル人による地下組織のリーダーとして行動し、母星ラーメタルからの指示に従っていた。だが、地球で生活していくうちに次第に地球人への愛情が芽生え、ラーメタルから地球を守ろうと決意するまでに至った。
『1000年女王』連載中に、原作者である松本の口から裏設定的に『銀河鉄道999』に登場するメーテルの母・プロメシュームと同一人物と語られたこともあったが、後に松本が「雪野弥生はメーテル」と発言したことなどもあり、永らく別人物の扱いとなっていた。だが、2000年発表のOVA『メーテルレジェンド』（以下、レジェンドと表記）作中で「弥生＝プロメシューム」の設定が明確にされたことで、以後はその扱いとなっている（詳細はラー・アンドロメダ・プロメシューム#設定の変遷を参照）。

## 人物
ラーメタル名で呼ばれることに対し、本人は「アンドロメダ」、「プロメシューム」と呼ばれても自分の名前のような気がしない、との理由から「雪野弥生」と呼ばれることを望んでいる。
TV版でのラーメン屋の親父の弁によれば、小さい頃から3度の飯よりも星を見るのが大好きな子だったという。また頭もよく、漫画版での雨森教授の弁によれば当初は彼から勉強を教えてもらっていたが、やがて彼の方が教わる立場となり彼女のおかげで大学院まで残ってやっと博士号が取れた、とのことである。
好物はシナチク、大福（TV版より）。漫画版では、おばさんが始を通じて渡したオハギを、始や教授と共においしそうに食べる場面もある。幼少時は「子供の頃からいつもごはんをおいしそうに食べていた」（おばさん談）とのことである。

## 容姿・服装など
腰まで伸びた金髪、切れ長の瞳など『999』のメーテルそっくりの顔をしている。ただし、TV版では『999』の後番組ということと、放送当時は両作品に直接の結び付きがないことからメーテルとの差別化のために目は大きく丸い目にアレンジされた。
漫画・TV版での、ラーメン屋の看板娘として生活している時の普段着は紫とピンクを基調とした長袖のシャツとブルージーンズで、出前に行く時は白い三角巾をつけていることが多かった。バイクやジープを運転するときは、明るいベージュのジャンパーとズボンを着用している。女王としての正装時は、黒いドレス（TV版ではノースリーブ）、額の部分にハート形の宝石が埋め込まれた三叉の槍の穂のような形の赤い冠、勾玉を数珠繋ぎにした首飾りを着用。冠の宝石と勾玉の色は映画や松本のイラストではグリーンだが、TV版では宝石の色はピンク、勾玉の色は紫となっている。また、TV版では黒いマントが付くほか、ピンクのリストバンドも着用している。なお、映画版のドレスのデザインは『宇宙海賊キャプテンハーロック』でラフレシアが後期に着用していたドレスとほぼ同じデザインとなっている。
TV版では冠により神にも通じる力を授かるとされ、これにより終盤で念力、予知能力などの超能力を発揮した。また、TV版で弥生が冠と共に聖女王から授かった御印のペンダントは1000年女王となる資格のある者に渡されるもので、1000年盗賊の首領・セレンも持っていたことから、対立していた2人が和解するきっかけを作るキーアイテムとなっている。

## 劇中での軌跡

### 1000年女王
『1000年女王』は漫画・映画・TV版とそれぞれ別のストーリー展開をし、設定などもそれぞれ異なっているために彼女のたどった運命もそれぞれ異なる。また物語の最後まで彼女の生存が明確に確認できるのは漫画版だけである。ここでは主に、原作である漫画版における事蹟を基準に記す。

#### 誕生から雨森始との出会いまで
惑星ラーメタルにある、「まゆ」と呼ばれる装置に寝かされている同じ姿をした女性のうちの一体にしてセレンの姉として誕生する。なお、後述の新女王も含め「まゆ」から誕生する女王達は全て弥生に併せたクローン体のように描かれている。1000年前（作者の松本によればかぐや姫の時代）、まだ赤子の頃に1000年女王としてラーメタルから地球に派遣される。
地球に派遣されてからはこの老夫婦により雪野弥生として育てられ、ラーメンの出前などを行う看板娘として店を手伝う一方、地下大空洞のラーメタル人による地下組織の頭目として活動していた。そして1999年、雨森教授が所長が勤める筑波天文台でその秘書も勤めることとなる。ラーメタル星に地球人を運ぶための宇宙船の部品を所長の兄弟である雨森元に発注していたが、彼とその妻はその部品を製造中に事故を起こし死亡。それに巻き込まれた中学生の息子・雨森始と搬送先の病院で出会い、やがて自分の正体を明かし彼と行動を共にしていくこととなる。
TV版
クローン人間であるセレンが姉であり、聖女王の二女として生を受ける。また、始に正体を明かした際に自分のことを「1000年の間だけ地球にいることを許された女」と語っているが、1000年前から地球にいたとは言っていない。雪野夫妻はラーメタルに住んでいた地球人（の子孫）であり、記憶操作によりプロメシュームを実の娘・弥生であるという仮の記憶を植えつけられた上で幼少時の彼女と共に地球に派遣されたとされている（34話）。
始は彼女のことを三食ラーメン堂の看板娘として知っており、弥生は爆発事故の前に自分の飼い猫（レイジ）が1000年盗賊の一員に襲われているところを始に助けてもらったことがきっかけで面識を持つ。彼女は多数の地球人をラーメタルへ運ぶ宇宙船を設計するために必要な科学者を自分の部下に命じて誘拐させ、建造に当たらせていた。だが、始が父から自分の発注した宇宙船の動力炉の設計図を渡されていることを知っていながら奪い取ろうとせず、そのために動力炉の建造に遅れが生じた結果、部下の夜森大介（ラーメタル名:ラー･エルス･ミリュー）は不信感を強めていく。
映画版
夜森と共に天文台に勤務していた。掛け持ちで教師をしており、始は彼女の教え子だった。また、三食ラーメン堂の老夫婦により育てられたという設定がなくなり住まいが高級マンションに変更されている。

#### 新女王との対決
1000年女王としての任期終了に伴い、弥生の後任として新たに派遣された新女王から交代を迫られた際にはこれを拒否、先住民族の遺跡が残る金星の黒い都で決闘を行っている。弥生は自分と瓜二つの顔を持つ新女王を倒し、引き続き1000年女王でいることを選んだ。また、この決闘は彼女の精神にも変化を及ぼした。なお、この決闘の前に対立していた1000年盗賊の首領にして自分の妹であるセレンと姉妹として対面している。
TV版
夜森が「1000年女王が祖国を裏切っている」と聖女王に報告したことにより、ラーメタルより使者としてゲランが派遣される。弥生は疑念を晴らすべく始と接触し、動力炉の設計図を入手してそれをゲランに見せるが、腑に落ちないものを感じた彼はその後も調査を続行。ゲランは女王の交代を夜森に指示し、それを受けた聖女王により新女王が派遣され、金星の黒い都で決闘を行う。その後、弥生は夜森を粛清しようとしたが彼は地下大空洞を脱走し、彼女に叛旗を翻している。また、TV版では弥生は1000年盗賊の首領が聖女王から追放された自分の姉・セレンであることを知らず今までの経緯から対立していたが、始の必死の説得の甲斐もあり1000年盗賊と和解した。途中ゲランの妨害などもあったものの、首領の正体を知った彼女は姉妹でラーメタル接近から地球の危機を救うために協力することとなった。
映画版
冒頭での映像通信（立体映像を投影して会話が出来るシステム）で新女王から交代を告げられるが、その後彼女が指導者ラーレラの手で処刑されたために決闘が行われることはなかった。また、新女王の容姿は漫画版やTV版のように弥生と瓜二つではない。

#### 祖国ラーメタルとの対立・帰還
ラーメタルとの衝突に備えて地球人を救うべく、関東平野を空洞船「ノア」として長い年月をかけて準備しており、ラーメタルやラーの接近により生じた地震や隕石の降下といった天変地異が顕著になると、地球人を大空洞に収容して東京を中心とした関東平野一帯を浮遊大陸のように浮上させる。同様に世界中の大都市も空洞船にしており、地球を離れる際に関東空洞船と同様に浮上させている（映画版で浮上するのは関東空洞船のみ）。
こうして多くの地球人を空洞船に乗せて地球を離れ、地球とラーメタルの間に掛かった「大気の橋」を渡っていくが、セレンなどからの情報により、地球もラーメタルも壊れずにすれ違うだけであり、ラーメタル人がこの接近に乗じて地球を奪い取ろうとしていることを知る。彼らの手から地球を守ることを決意した弥生は指導者ラーレラに叛旗を翻し、部下のミライの力で歴代の1000年女王たちを復活させた。
この戦いでミライや夜森といった自分の部下や、セレンなど自分にとって大切な存在を失った弥生だったが、始たち地球人の善戦や歴代女王の宇宙船などの加勢もあって戦いは次第に地球側有利となり、ラーレラの宮殿船は破壊され地球をラーメタル人から守りぬいた。弥生は宮殿船を脱出したラーレラに停戦を呼びかけ自分たちの星ラーメタルに帰ることを訴えると、始や教授、育て親の雪野夫妻に別れを告げた。ラーメタルはラーの次元重力により太陽系を遠く離れて凍りつく運命にあったが、弥生はそこにいつか再び春を甦らせてくれる太陽に巡り合えることに一縷の望みを託し、ラーメタルの英雄ハンニバルが所有する小惑星型の宇宙船「カーミラ」でラーレラや歴代の女王たちと共に自分の星へと帰っていった。かくして西暦2001年春、最後の1000年女王である雪野弥生は、遊星ラーメタルと共に永遠の彼方へと去っていった。
映画版
弥生は自分の船で宮殿船内部に進入した際にラーレラからの攻撃で傷を負い、それがもとで床に臥せっていた。彼女は始を自分のもとに呼び寄せ、両親の死の原因が自分とセレンが発注した宇宙船の部品による事故であることを伝え、彼への手紙を綴った後は誰とも面会しようとはしなかった。彼女は「死んだ」とされ、葬儀はその夜のうちに多くの地球人たちが見守る中で行われた。天まで続く道を形作るように歴代女王たちが緑色の火が灯る松明を持って左右一列に並び、彼女の棺は歴代女王たちにより運ばれ、その間を通って天へと登っていった。弥生の姿は始や教授たちの胸に刻まれると共に、地球を愛する1000年女王として天へと帰っていった。
この映画版では弥生が息を引き取る場面が直接描かれておらず、雨森教授から「死んだ」と語られてはいるものの、終盤で納棺され運ばれてゆく女王の顔が青いガラスの中から振り返るかのようにアップして目が開くカットがあり、「実は生きていた」ともとれる描写となっている。

#### TV版での最期
生まれ故郷である祖国ラーメタルと育った地球との間で悩み、両者の共存する道を模索したが、地球存亡の危機に際してこの世で一番美しく、守るべきものが「愛」だと気付いた弥生は一人でも多くの地球人を守ることを決意。彼女は地上の人々を地下大空洞にある大団地に避難させると共に、超能力を発揮してラーメタルの接近による天変地異から地球人の窮地を救った。刻一刻と地球壊滅の日が迫る状況の中、セレンからラーメタルの軌道が暗黒太陽ラーの影響によることを知ると、弥生はラーメタルの軌道を変えようと自分のゴンドラ船で聖女王のもとに赴き、ラー消滅の手立てを講じるよう頼んだ。その試みは失敗に終わるが、弥生は建造に当たらせていた大宇宙船を完成させる。大団地に避難させていた地上の人々だけでも大宇宙船に乗せて地球を脱出させようと、弥生は収容できない地球人をやむなく見捨てようとした。しかし、危険を顧みず彼らの救出に向かおうとした始を見て、ラーメタルと地球のために命を捨てる覚悟を決める。
大宇宙船に搭乗していた人々を降ろした後、全ての元凶であるラーを消滅させるべく弥生は単身それに乗り込んだ。それを知った始は同行しようとするが、彼女は荒廃した地球の復興を始に託し、始と雪野夫妻の思い出を胸に一人ラーへと大宇宙船を発進させた。これによりラーは消滅、そのくびきから解放されたラーメタルは地球から離れていき、衝突の危機は回避された。聖女王はラーメタルの指導者という立場から娘たちと対立し、怒りに駆られプロメシューム（弥生）に呪詛の言葉まで吐いたものの、彼女の死を聞くとそれを嘆いた。妹に代わり聖女王のもとを訪れたセレンは、ラーメタルで奴隷となっている地球人の解放と停戦を申し出ると聖女王はそれに応じ、追放した彼女とも和解した。雪野弥生は始や育て親の老夫婦たちの胸に刻まれると共に、地球とラーメタルを愛する1000年女王としてその生涯を閉じた。

### ラーメタル帰還後
弥生の生存が確認されている漫画版から時系列的に後となるOVA作品『レジェンド』で、『999』のプロメシュームと同一人物という設定が明確にされたことに伴い、ラーメタル帰還後はドクター・バンと結婚して子供を儲け、エメラルダスとメーテルの母となったとされている。ただし、バンとの出会いや彼をペンダントに変えた経緯などについては描かれていない。
また、惑星の寒冷化により飢餓で苦しむ民衆を救うには自ら進んで機械化人間になる以外に道はないと考えた末に機械化人となり、機械帝国の女王へと変貌していく様子が描かれている。

## 身体的特質と能力
TV版15話において、1000年盗賊と夜森が率いる部下達の間で銃撃戦が展開された際に脇腹を負傷し、雨森教授の友人が経営する病院に入院したが、常人（地球人）を遥かに超えた回復力を見せ早期に退院している。この点について、ラーメタル人が地球人より回復力が高いのか､1000年女王である弥生が特別なのかについては言及されておらず、その後同じくラーメタル人である夜森も負傷して入院しているものの彼については特に言及されていない。
また、TV版のオリジナル設定として弥生は超能力を使うことができる。「王冠により神にも通じる力を授かる」とされ、冠を被っていない時は使用していない。超能力を発動させている時は冠と瞳が赤く輝き、瞳の中のキャッチライトがクルクルと回転する。津波を押し留めたり、海底に沈んだ島を再浮上させるといった大きな力を発動させるにはそれだけエネルギーが必要となり、肉体的にも大きな負担となる。
念力
最初に使った超能力。33話で津波を消滅させるのに使用して以来、一番多用している。ラーメタル星からの脱出時にも、これで追っ手の装甲車を暴走させている。
予知能力
将来起こる天変地異などを感知する能力。感知すると、頭痛と共に近い未来の光景が頭の中に入ってくる。藤川桂介による、TV版のノベライズ本ではテレパシーと表現されているが、テレパシーは他者の「念」を感知してそれを読み取る能力のことであり、これは誤りである。
このほか、40話で瞬間移動を使用している。

## 地球人への思い
雪野弥生として地球人と共に暮らしていくうちに、彼女の中で彼らへの愛情が芽生えていった。特に、雨森始と育て親である老夫婦・雪野夫妻の存在は弥生にとって大きかったといえる。
漫画版では、弥生は始との別れ際に自分が歴代の1000年女王から記憶や心を引き継いでおり、その中に彼の先祖である原人ソフを愛した女王の心もあることを明かしている。そのため、始に対して彼女が強い思いを抱いているのは、過去の女王が愛していたソフへの思いなどを引き継いでいることが大きく影響しているように描写されている。
TV版において当初は地球人を能力の優劣だけで選別し、有能な者だけ助けてラーメタルに連れて行こうと考えていたほか、始の行動を不思議に思う部分もあった。だが、亡くなった両親の教えに従って人のために捨て身になれる始の姿や、たとえ一人になっても両親が眠る地球を見捨てないという彼の思いにラーメタル人の彼女も次第に感化されていく姿が描かれた。地球人を宇宙船で自分の星へと連れ去ることについては、彼女自身も本来ならば自分の星の問題は自分の星で解決するべきであり、そのためにラーメタルを支える労働力として地球人を自分の星に連れて来るということはよくないと思っていた。始に自分の正体を明かし、彼から指摘された際にはその旨を語っているほか、誘拐した科学者たちにはラーメタルとの衝突に備え、少しでも多くの地球人を救いたいとする自分の思いを伝えて説得を行っていた。
また雪野夫妻に対しては、漫画版では2人が経営するラーメン屋の自宅を地下大空洞内のジャングルに家ごと移動させており、地下生活で便宜を図っている。このほか、TV版では実の母である聖女王よりも本当の親のように思えると始に語った（34話）ほか、最終回では遺言として思慕の情を録音した宝石箱を遺しており、2人の元でずっと暮らしたかったという思いを伝えている。漫画版でも、ラーメタルから地球人を連れて地球に戻る前に大空洞にある自宅を始と共に訪れ、2人に別れを言いに来た際にはこれまで自分を育ててくれたことに対し感謝の念を示している。
TV版の終盤では超能力により、大津波から育て親のいる東京を守るべく津波を押し留めたり、夜森の罠により始と共に水沈する伊豆大島に置き去りにされた際には、始を助けるべく島を地面に浮上させた他、災害から逃げ遅れた人々を乗せたトラックが川の氾濫で水没しそうになった際には自ら現場に赴き、それを浮上させて安全な場所に移して人命救助に当たるなど、一人でも多くの地球人を守ろうとする姿が描かれた。聖女王の元を訪れた際には地球人の素晴らしさを彼女に説き、地球人のことを「宇宙で一番優れた人々」とまで言い切っている。
漫画及び映画版では、ラーメタル人が1000年女王を派遣して純粋だった地球人を戦う生命体にしてしまったことに対して、自分もまたラーレラの命に従ってそのように仕向けたことに責任を感じており、ラーレラに対し「（ラーメタル人は）もうこれ以上地球に手を触れてはいけない」として、（母星と共に滅びる運命にあろうとも）自分の星に帰るべきだと説いている。

## 恋愛関係
『1000年女王』漫画及び映画版では、弥生の恋人としてラーメタルに許婚のドクターファラがいる。彼はラーメタル母星の戦闘司令であり、映画版では彼女が1000年ぶりとなる彼との再会を待ち焦がれる姿が描かれたが、漫画版では特にそのような描写はなかった。映画版では、弥生はファラからラーメタル人が地球人を追い出して地球に移住しようとしていることを知ってショックを受けた上、彼が地球人をサルと見下し共存を考えようとしない様子を見て決別している。漫画版でもラーメタル到着後、ラーレラの元を訪れた際にファラと再会したが彼の元を離れている。
映画版及び漫画版では部下の夜森大介も彼女に好意を寄せていたが、いずれも片思いに終わっている。映画版ではその思いを女王に伝えて彼女に迫るも断られたが、彼女への愛を貫きラーメタルの戦闘艦に特攻を仕掛けている。漫画版では弥生より以前の1000年女王を巡って始の遠い先祖である原人ソフと争い、彼を死なせたことを後悔していた。そのため、ソフを愛していたかつての1000年女王の記憶を受け継いでいる弥生に対し負い目を感じており、自分の過ちを償う機会を得て息を引き取った。
地球人の雨森始については、漫画版では先述の通り原人ソフを愛していたかつての女王の記憶を引き継いでいることもあり、弥生は彼のことを特に気に入っていたようである。また、地球を愛する彼のような少年のためにも地球を残しておきたいと考え、ラーメタル人から地球を守ることを決意し、彼らに叛旗を翻した。映画版で始は木のブレスレットを作ってそれを彼女に渡し、自分の思いを伝えている。TV版では前述したように始の行動や考え方に大きく影響を受けており、弥生の心の中で大きな存在となっていった。こうして始とは絆を深めていったものの彼と結ばれることはなかったが、映画版では物語終盤、棺に眠る弥生の顔を見て「こんな綺麗な人、見たことがない」と評した始に対し、永久管理人は感謝の意を示し「人の世に生まれ変わりがあるのならば、2人はいつか愛し合う恋人としてめぐり合うこともあるでしょう」と述べている。

## 補足
- 銀河鉄道物語では、1able硬貨に「1000年女王」の横顔が肖像としてデザインされている。但し、何代目の1000年女王であるかは不明。
- 同姓同名のAV女優が実在していた。デビュー年は1999年、誕生日は9月9日で、『1000年女王』作中で当初計算された地球とラーメタルの最接近時刻は1999年9月9日0時9分9秒である。
- 一字違いの古野弥生は1960年の第9代ミス・ユニバース・ジャパンであり、松本零士と同じ福岡県出身で同世代であるが、名前の設定に影響を与えたか否かは不明である。メーテル#補足・その他も参照。